# Lille tangnål
Lille tangnål (Syngnathus rostellatus) er en fisk.
Den kan blive op til 17cm. Den kan skifte farve efter omgivelserne men findes ofte som brun med hvide pletter. Dens hoved er trompetformet og den er i familie med søhesten.
Den lille tangnål spiser plankton og fiskeyngel. 
Den findes fra Sydnorge og ned til Biscayabugten og langs kysten i hele Storbritannien. 
| Fisk | Spire Denne artikel om fisk er en spire som bør udbygges. Du er velkommen til at hjælpe Wikipedia ved at udvide den. |